# Cristina Siscar
Cristina Siscar (Buenos Aires, 18 de julio de 1947) es una escritora, docente, periodista, ensayista y poeta argentina.
Obtuvo la Beca de Creación del Fondo Nacional de las Artes en 1989. Recibió el Segundo Premio de cuento "Gloria Kehoe Wilson" por la Asamblea Permanente por los Derechos Humanos en 1992.

## Distinciones
Como cuentista mereció en 1987 la primera mención del concurso "Jorge Luis Borges" del Fondo Nacional de las artes y Fundación Konex.

## Obra
Cuentos
- Reescrito en la bruma, Buenos Aires, Per Abbat, 1987.

- Lugar de todos los nombres, Buenos Aires, Puntosur, 1988.
- Los efectos personales, Buenos Aires, Ediciones de la Flor, 1994.
- La Siberia, Buenos Aires, Mondadori, 2007.

Novelas
- La sombra del jardín, Buenos Aires, Simurg, 1999.
- El río invisible, Buenos Aires, Paradiso, 2017.
- País de arena, Buenos Aires, Paradiso, 2018.
- Vestigios, Buenos Aires, Paradiso, 2022.

Literatura Juvenil
- Las líneas de la mano (novela), ilustraciones de María Gabriela Forcadell, Buenos Aires, Colihue, 1993.

Poesía
- Tatuajes / Tatouages [traducido del español (Argentina) por Claude Bazin], edición bilingüe español-francés, París, Ediciones del Correcaminos, 1985.

Ensayos
- El viaje. Itinerarios de la lectura, Córdoba, Alción, 2003.
- La identidad como desplazamiento (Sobre cuentos de Silvina Ocampo y Antonio Di Benedetto), en Autopistas de la palabra, Jornadas de Literatura y Psicoanálisis, Buenos Aires, 2003. www.lilianaheer.com.ar/autopistas/au1/autopistas_I.doc
- Una cajita de resonancias, en: Los escritores y la creación en Hispanoamérica, edición de Fernando Burgos, Madrid, Castalia, 2004.
- El relato de los efectos, en: Ómnibus. Revista intercultural nº 48, 2014. www.omni-bus.com/n48/sites.google.com/site/.../antología.
- Levrero personaje o la creación de sí mismo (Sobre los diarios de Mario Levrero) en: Escribir Levrero, edición de Carolina Bartalini, Buenos Aires, Eduntref, 2016.
- Las verdades de la ficción y las mentiras de la posverdad, en: Agencia Paco Urondo, 7 de junio de 2020. www.agenciapacourondo/cultura.